# Piero Molducci
Pier Ugo Molducci, conocido por Piero Molducci (Cervia, 27 de septiembre de 1955 - Cervia, 5 de abril de 2021) fue un entrenador de voleibol italiano que desarrolló toda su trayectoria en los banquillos en Italia y en España.

## Biografía
Comenzó su carrera en la Serie A2 italiana en los años ochenta antes de dedicarse a equipos más pequeños. En 1991-92 regresó a A2, contratado por la Moka Rika Forlì; en 1993 se mudó a Gierre Valdagno.
Al comienzo del campeonato 1996-97 hizo su debut en la Serie A1, conduciendo el Auselda AED Roma. Luego pasó a entrenar a Ravenna, Parma y Latina.
En 2005 ganó el campeonato de España al frente de Unicaja Almería. En el mismo año fue contratado por el RPA Caffè Maxim Perugia, con quien vivió una experiencia corta y decepcionante. Al año siguiente regresó después de trece años al frente de Forlì (del cual también se convirtió en accionista), en la Serie B1, obteniendo dos promociones consecutivas: en 2007-08, al vencer a Marmi Lanza Verona, el equipo de Romagna regresó a A1 después de siete años, permaneciendo allí hasta 2011, cuando la compañía degradó a A2. En 2011 regresó a Unicaja Almería equipo al que entrenó durante siete temporadas. En la temporada 2018/19 fichó por el Usuaïa Ibiza Voley donde realizaría una buena temporada llegando a disputar las semifinales de los Play Offs contra Unicaja Almería. En la siguiente temporada, tras haberse confirmado la presencia del club ibicenco en la Copa del Rey 2020, el 23 de diciembre de 2019 se anunció que daba un paso al lado por "motivos de salud personal", más tarde se informó que padecía cáncer.
Falleció el 5 de abril de 2021 a los 65 años.

## Clubes
| Equipo                  | País   | Temporadas |
| ----------------------- | ------ | ---------- |
| Sestese Volley          | Italia | 1981-1982  |
| Voleibol Rimini         | Italia | 1983-1984  |
| Voleibol Forli          | Italia | 1991-1993  |
| Voleibol Valdagno       | Italia | 1993-1996  |
| Auselda AED Roma        | Italia | 1996-1997  |
| Ravenna                 | Italia | 1997-1999  |
| Parma                   | Italia | 1999-2001  |
| Latina                  | Italia | 2001-2004  |
| Unicaja Almería         | España | 2004-2005  |
| RPA Caffè Maxim Perugia | Italia | 2005       |
| Voleibol Forli          | Italia | 2006-2011  |
| Unicaja Almería         | España | 2011-2018  |
| Usuaïa Ibiza Voley      | España | 2018-2019  |